# اچ‌ام‌اس مالایا
اچ‌ام‌اس مالایا (به انگلیسی: HMS Malaya) یک کشتی بود که طول آن ۶۴۵ فوت ۹ اینچ (۱۹۶٫۸۲ متر) بود. این کشتی در سال ۱۹۱۵ ساخته شد.